# Colin Salmon
Colin Roy Salmon (Bethnal Green, 1962. december 6. –) angol színész.
1997 és 2002 között Charles Robinsont, az MI6 kabinetfőnök-helyettesét alakította három James Bond-filmben. Resident Evil – A Kaptár-filmsorozatban James "One" Shade kommandóst, illetve annak klónját játszotta két részben. 
Feltűnt olyan televíziós sorozatok epizódjaiban is, mint a Ki vagy, doki?, a Merlin kalandjai vagy A zöld íjász. 2023-tól az EastEnders című brit szappanopera állandó szereplője.

## Fiatalkora és zenei tevékenysége
1961. december 6-án született London Bethnal Green városrészében, de Lutonban nőtt fel. Édesapja, Frank Salmon jamaicai származású. Angol édesanyja, Sylvia Ivy Brudenell Salmon nővérként dolgozott. Colin a lutoni Ashcroft High School középiskola növendéke volt. 
Az 1970-es évek közepétől a Friction nevű punk rock együttes dobosa lett, melyet három középiskolai osztálytársával együtt alapított. Több albumot kiadtak, 1979 és 1980 között rendszeresen felléptek Lutonban. Colin rövid ideig a Tee Vees együttesben is zenélt, majd a Catch zenekar énekese és trombitása lett. Saját dzsessz-kvartettjével, melyben trombitázik, továbbra is aktív és számos fellépésük volt.

## Filmográfia

### Film
| Év   | Magyar cím                                    | Eredeti cím                     | Szerep                                       | Magyar hang         |
| ---- | --------------------------------------------- | ------------------------------- | -------------------------------------------- | ------------------- |
| 1994 | A szerelem börtönében                         | Captives                        | Towler                                       |                     |
| 1995 | Minden ember halandó                          | All Men Are Mortal              | Chas                                         |                     |
| 1997 | A holnap markában                             | Tomorrow Never Dies             | Charles Robinson, MI6 kabinetfőnök-helyettes | Anger Zsolt         |
| 1998 | Krokodilok bölcsessége                        | The Wisdom of Crocodiles        | Martin                                       | Welker Gábor        |
| 1999 | A világ nem elég                              | The World Is Not Enough         | Charles Robinson, MI6 kabinetfőnök-helyettes | Galambos Péter      |
| 1999 | Fanny és Elvis                                | Fanny and Elvis                 | Alan                                         | Betz István         |
| 2001 |                                               | My Kingdom                      | "The Chair"                                  |                     |
| 2002 | A Kaptár                                      | Resident Evil                   | James "One" Shade                            | Galambos Péter      |
| 2002 | Halj meg máskor                               | Die Another Day                 | Charles Robinson, MI6 kabinetfőnök-helyettes | Ifj. Jászai László  |
| 2003 | Az ítélet                                     | The Statement                   | Patrice atya                                 |                     |
| 2004 | Állókép                                       | Freeze Frame                    | Mountjoy nyomozó                             |                     |
| 2004 | Alien vs. Predator – A Halál a Ragadozó ellen | Alien vs. Predator              | Maxwell Stafford                             | Galambos Péter      |
| 2005 | Match Point                                   | Match Point                     | Ian                                          |                     |
| 2008 | Banki meló                                    | The Bank Job                    | Hakim Jamal                                  | Maday Gábor         |
| 2008 | Krédó                                         | Credo                           | Dr. Reynolds                                 | Papp Dániel         |
| 2008 | A kidobóember                                 | Clubbed                         | Louis                                        | Széles Tamás        |
| 2008 | A Megtorló – Háborús övezet                   | Punisher: War Zone              | Paul Budiansky FBI-ügynök                    | Galambos Péter      |
| 2008 | Vér: Az utolsó vámpír                         | Blood: The Last Vampire         | Powell                                       |                     |
| 2009 | Vizsga                                        | Exam                            | vizsgabiztos                                 | Faragó András       |
| 2009 | Vizsga                                        | Exam                            | vizsgabiztos                                 | Barabás Kiss Zoltán |
| 2009 |                                               | K                               | Vaughn                                       |                     |
| 2010 |                                               | Freestyle                       | Carter                                       |                     |
| 2010 |                                               | Shank                           | "Boogie"                                     |                     |
| 2010 |                                               | Just for the Record             | Maynard Stark                                |                     |
| 2010 |                                               | Devil's Playground              | Peter White                                  |                     |
| 2010 |                                               | Stalker                         | Leo Fox                                      |                     |
| 2010 |                                               | The Rapture                     | Jean-Paul                                    |                     |
| 2011 |                                               | Moving Target                   | Ralph                                        |                     |
| 2011 |                                               | High Chicago                    | Sam                                          |                     |
| 2011 |                                               | How to Stop Being a Loser       | Dennis                                       |                     |
| 2012 | A Kaptár – Megtorlás                          | Resident Evil: Retribution      | James "One" Shade klónja                     | Galambos Péter      |
| 2015 |                                               | Meet Pursuit Delange: The Movie | Gabriel őrmester / Gabriel arkangyal         |                     |
| 2016 | Támadás a Fehér Ház ellen 2. – London ostroma | London Has Fallen               | Sir Kevin Hazard parancsnok                  | Kálid Artúr         |
| 2016 | Beépített tudat                               | Criminal                        | A börtönigazgató                             | Törköly Levente     |
| 2018 | Ragadozó városok                              | Mortal Engines                  | Chudleigh Pomeroy                            | Debreczeny Csaba    |
| 2021 | Senki                                         | Nobody                          | A Borbély                                    | Bognár Tamás        |
| 2021 |                                               | Zone 414                        | Hawthorne                                    |                     |
| 2022 | Démoni fény                                   | Prey for the Devil              | Quinn atya                                   |                     |
| 2023 |                                               | Hammarskjöld                    | Ralph Bunche                                 |                     |
| 2025 | Senki 2.                                      | Nobody 2                        | A Borbély                                    | Bognár Tamás        |

### Televízió
| Év        | Magyar cím                       | Eredeti cím                                      | Szerep                        | Megjegyzések                                             |
| --------- | -------------------------------- | ------------------------------------------------ | ----------------------------- | -------------------------------------------------------- |
| 1992      |                                  | Prime Suspect 2                                  | Bob Oswald őrmester           | minisorozat (2 epizód)                                   |
| 1993      |                                  | Lovejoy                                          | Rathbone                      | 1 epizód                                                 |
| 1993      |                                  | Between the Lines                                | Eric Hutchinson               | 1 epizód                                                 |
| 1994      |                                  | Murder Most Horrid                               | Lambert                       | 1 epizód                                                 |
| 1994      |                                  | Soldier Soldier                                  | Dennis Ryan őrmester          | 2 epizód                                                 |
| 1995      |                                  | Shine on Harvey Moon                             | Noah Hawksley                 | 12 epizód                                                |
| 1996      | Mesék a kriptából                | Tales from the Crypt                             | Jimmy Picket                  | 1 epizód                                                 |
| 1996–2019 | A néma szemtanú                  | Silent Witness                                   | Sebastian Bird / Noah Taylor  | 4 epizód                                                 |
| 1997      |                                  | No Child of Mine                                 | Paul                          | tévéfilm                                                 |
| 1997      |                                  | Band of Gold                                     | Raymond                       | 2 epizód                                                 |
| 2001      |                                  | Mind Games                                       | Ricky Grover főfelügyelő      | tévéfilm                                                 |
| 2001      |                                  | Judge John Deed                                  | Willy Radcliff                | 2 epizód                                                 |
| 2002      | Dinotópia                        | Dinotopia                                        | Oonu százados                 | - minisorozat (3 epizód) - magyar hangja: - Viczián Ottó |
| 2002      | Vörös riasztás: Embervadászat    | The Red Phone: Manhunt                           | Cooper                        | tévéfilm                                                 |
| 2002      | Gyilkos ösztön                   | Murder in Mind                                   | Alex Treeve                   | 1 epizód                                                 |
| 2003      | Vörös riasztás: Sakk-matt        | Red Phone 2                                      | Cooper                        | tévéfilm                                                 |
| 2003–2004 |                                  | Keen Eddie                                       | Nathanial Johnson főfelügyelő | főszereplő (13 epizód)                                   |
| 2004      |                                  | Trial & Retribution                              | Colin Thorpe                  | 2 epizód                                                 |
| 2004–2005 | Boszorkák                        | Hex                                              | David Tyrel                   | főszereplő (14 epizód)                                   |
| 2005      | Lelkek tengere                   | Sea of Souls                                     | Peter Locke                   | 2 epizód                                                 |
| 2006      |                                  | Bad Girls                                        | Dr. Rowan Dunlop              | 9 epizód                                                 |
| 2006      |                                  | Little Miss Jocelyn                              | ismeretlen szerep             | 1 epizód                                                 |
| 2006      |                                  | The Outsiders                                    | Az edző                       | tévéfilm                                                 |
| 2007      |                                  | Party Animals                                    | Stephen Templeton             | 6 epizód                                                 |
| 2007      | Egy call-girl titkos naplója     | Secret Diary of a Call Girl                      | Mitchell                      | 1 epizód                                                 |
| 2008      | Ki vagy, doki?                   | Doctor Who                                       | Dr. Moon                      | 2 epizód                                                 |
| 2008–2009 | Női szimat nyomozóiroda          | The No. 1 Ladies' Detective Agency               | Note Makoti                   | 2 epizód                                                 |
| 2009–2014 |                                  | Law & Order: UK                                  | Doug Greer                    | 4 epizód                                                 |
| 2009      |                                  | The Omid Djalili Show                            | 007                           | 3 epizód                                                 |
| 2009      | Merlin kalandjai                 | Merlin                                           | Aglain                        | 1 epizód                                                 |
| 2009      | A Föld megsemmisítése            | Annihilation Earth                               | Raja Rahim Bashir             | tévéfilm                                                 |
| 2010      | Válaszcsapás                     | Strike Back                                      | James Middleton               | 4 epizód                                                 |
| 2010      |                                  | Rev.                                             | Leon                          | 1 epizód                                                 |
| 2010      | Kémvadászok                      | Spooks                                           | Alton Beecher                 | 2 epizód                                                 |
| 2010–2016 |                                  | The Increasingly Poor Decisions of Todd Margaret | Hudson                        | 6 epizód                                                 |
| 2011      | Halál a paradicsomban            | Death in Paradise                                | Vincent Carter                | 1 epizód                                                 |
| 2011–2012 |                                  | Single Ladies                                    | Jerry Waters                  | 7 epizód                                                 |
| 2012–2014 | A zöld íjász                     | Arrow                                            | Walter Steele                 | 14 epizód                                                |
| 2012–2014 |                                  | Some Girls                                       | Rob Bennett                   | 11 epizód                                                |
| 2013      |                                  | Rita                                             | Colin Paige                   | tévéfilm                                                 |
| 2013      |                                  | NTSF:SD:SUV::                                    | Graham                        | 1 epizód                                                 |
| 2014      | 24: Élj egy új napért            | 24: Live Another Day                             | Coburn tábornok               | minisorozat (7 epizód)                                   |
| 2015      | Manchester sötét oldalán         | No Offence                                       | Darren MacLaren főfelügyelő   | - főszereplő (8 epizód) - magyar hangja: - Bognár Tamás  |
| 2015      | Muskétások                       | The Musketeers                                   | Tariq Alaman                  | 1 epizód                                                 |
| 2015      |                                  | A.D. The Bible Continues                         | Gabra                         | 2 epizód                                                 |
| 2015      | Master of None – Majdnem elég jó | Master of None                                   | Colin Salmon                  | 1 epizód                                                 |
| 2015–2016 | Csúcshatás                       | Limitless                                        | Jarrod Sands                  | visszatérő szereplő (15 epizód)                          |
| 2017      |                                  | Henry lX                                         | Franny                        | 3 epizód                                                 |
| 2017      |                                  | The Tracey Ullman Show                           | több szereplő                 | 1 epizód                                                 |
| 2017–2018 | Szófia hercegnő                  | Sofia the First                                  | Orion (hangja)                | visszatérő szereplő (4 epizód)                           |
| 2018–2019 | Krypton                          | Krypton                                          | General Dru-Zod               | főszereplő (18 epizód)                                   |
| 2023      | EastEnders                       | EastEnders                                       | George Knight                 | állandó szereplő                                         |

## Fordítás
- Ez a szócikk részben vagy egészben  a   Colin Salmon című angol Wikipédia-szócikk fordításán alapul.  Az eredeti cikk szerkesztőit annak laptörténete sorolja fel. Ez a jelzés csupán a megfogalmazás eredetét és a szerzői jogokat jelzi, nem szolgál a cikkben szereplő információk forrásmegjelöléseként.